# Люди чёрного круга
«Люди чёрного круга» — один из рассказов о герое мира меча и магии Конане из Киммерии, написанных американским автором Робертом И. Говардом и опубликованный в 1934 году по частям в выпусках журнала Weird Tales за сентябрь, октябрь и ноябрь. Действие рассказа происходит в псевдоисторическую Хайборийскую эру. За продажу рассказа Говард выручил 250 долларов. Исследователь фантастики Эверетт-Франклин Блейлер отозвался о рассказе как о произведении, в котором «много завлекающего волшебства и интересных персонажей».

## Описание сюжета
Король Вендии погибает от чародейства чёрных колдунов с горы Имш. Сестра короля, Деви Жасмина, отправляется к губернатору Пешкаури, которому удалось пленить несколько вождей афгулов. Согласно её замыслу, Конан, будучи вождём племени, должен принести головы чёрных колдунов в обмен на освобождение вождей. Конан, без приглашения явившийся на переговоры, похищает Деви. В игру вступает агент колдунов - послушник Хемса. Одурев от любви к фрейлине Деви Гитаре, он истребляет пленных вождей, затем убивает вождя вазгулов Яр Афзала, у которого остановился Конан. Спасаясь от ярости вазгулов, Конан и Деви натыкаются на Хемсу. Начавшийся поединок прекращают прилетевшие с горы Имш колдуны, которые низвергают в пропасть Хемсу и захватывают Деви. Главный колдун хочет сделать из Деви наложницу и, пытаясь сломить волю пленницы, подвергает её пыткам. Конан встречает отряд иракзаев под командой туранского агента Керим Шаха. Керим Шах и Конан понимают, что их игра проиграна, и пускаются на отчаянный штурм твердыни колдунов. Конану удаётся освободить Деви и зарубить главного колдуна.

## Дальнейшие публикации
Рассказ был переопубликован в сборниках The Sword of Conan (Gnome Press, 1952) и Conan the Adventurer (Lancer Books, 1966). В книжном виде впервые опубликован издательством Дональда М. Гранта (Donald M. Grant, Publisher, Inc.) в 1974 году. Наиболее недавно рассказ был переопубликован в сборниках The Conan Chronicles Volume 1: The People of the Black Circle (издательский дом Gollancz, 2000) и Conan of Cimmeria: Volume Two (1934):The Bloody Crown of Conan (издательство Del Rey Books, 2005).

## Адаптации
Рой Томас, Джон Бускема и Альфредо Алькала выпустили комикс по мотивам рассказа вошедший в номера 16-19 журанала Savage Sword of Conan. Комикс был переиздан в 2008 году издательством Dark Horse Comics (Savage Sword of Conan, Volume Two - ISBN 1-59307-894-3).